# La estación Saint-Lazare (Monet)
La estación Saint-Lazare (en francés La Gare Saint-Lazare) es una serie de doce telas de la estación parisina de Saint-Lazare, realizadas por Claude Monet en 1877, cuando se interesó por vida moderna de su tiempo tras haberse dedicado a los paisajes rurales.

## La serie

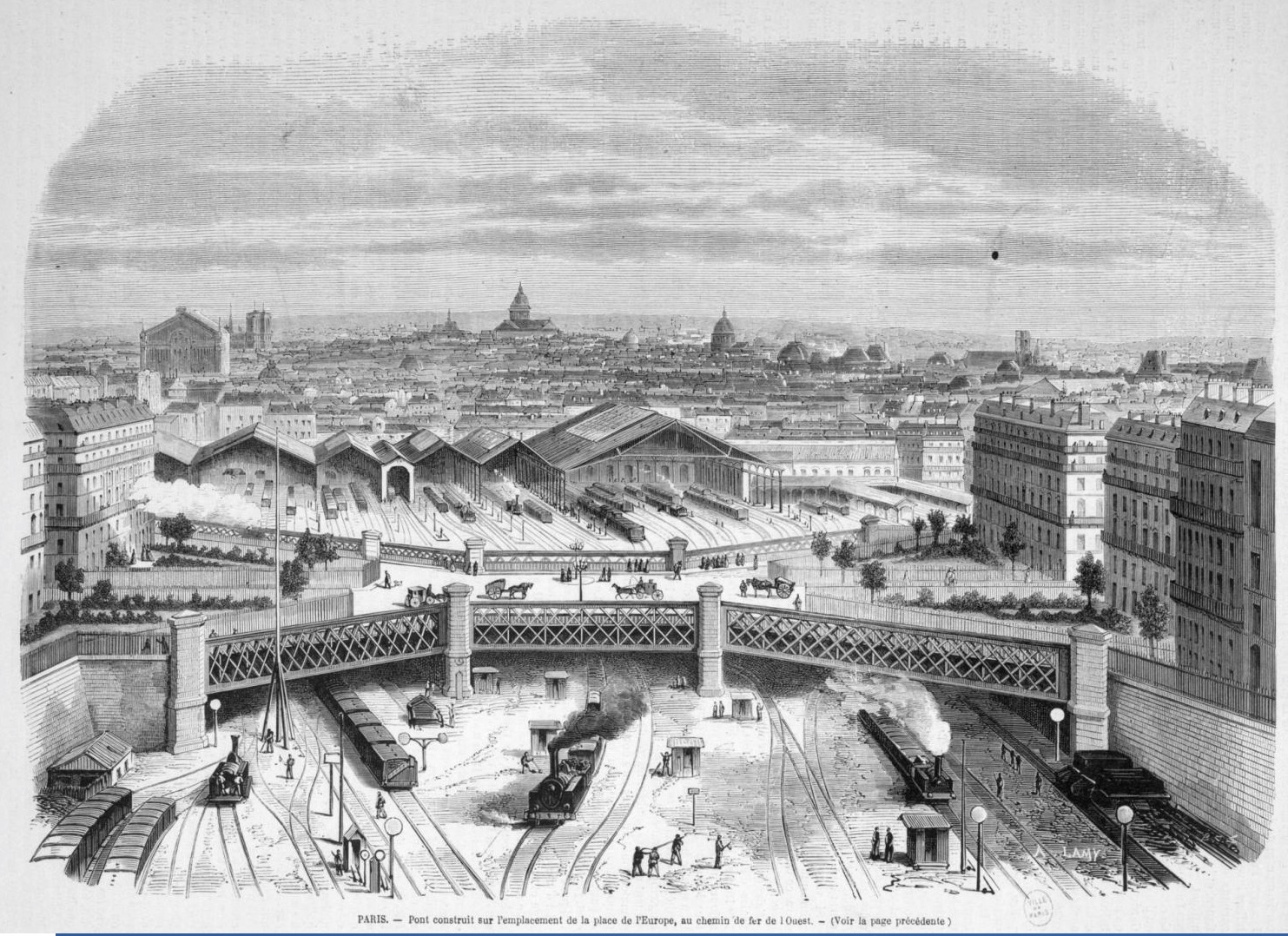
La estación en 1868.

Claude Monet presentó en la tercera exposición impresionista en abril de 1877 siete versiones de La estación Saint-Lazare. Escogió el tema del progreso técnico, que por ese entonces estaba muy en boga. Para París, es la época haussmanniana y, para la estación Saint-Lazare, la del ingeniero Eugène Flachat que realizó el pont de l'Europe y la ampliación de la estación con vidrio y acero. 
La estación Saint-Lazare fue la primera serie de Monet que se focaliza en un solo tema. Más tarde realizará  Almiares o Los nenúfares.
Monet hizo doce pinturas de la estación en diversas condiciones atmosféricas y desde diferentes puntos de vista. "Pensé que no sería banal estudiar en diferentes horas del día el mismo motivo y notar los efectos de luz que modificaban de una manera tan perceptible, de hora en hora, la apariencia y los colores del edificio".

## Lista
| Título                                                                      | Museo                          | Ciudad    | País           | Técnica           | Dimensiones (cm) | Año  | #    | Imagen |
| --------------------------------------------------------------------------- | ------------------------------ | --------- | -------------- | ----------------- | ---------------- | ---- | ---- | ------ |
| La estación Saint-Lazare                                                    | Museo de Orsay                 | París     | Francia        | Óleo sobre lienzo | 75 × 104         | 1877 | W438 |        |
| La estación Saint-Lazare, llegada de un tren                                | Fogg Art Museum                | Cambridge | Estados Unidos | Óleo sobre lienzo | 81,9 × 101       | 1877 | W439 |        |
| La estación Saint-Lazare, el tren de Normandía                              | Instituto de Arte de Chicago   | Chicago   | Estados Unidos | Óleo sobre lienzo | 59,6 × 80,2      | 1877 | W440 |        |
| La estación Saint-Lazare                                                    | National Gallery de Londres    | Londres   | Reino Unido    | Óleo sobre lienzo | 53 × 72          | 1877 | W441 |        |
| El puente de Europa, estación Saint-Lazare                                  | Musée Marmottan Monet          | París     | Francia        | Óleo sobre lienzo | 64 × 81          | 1877 | W442 |        |
| Exterior de la estación Saint-Lazare, efecto de sol                         | Colección particular           |           |                | Óleo sobre lienzo | 60 × 81          | 1877 | W443 |        |
| Exterior de la estación Saint-Lazare, llegada de un tren                    |                                |           |                | Óleo sobre lienzo | 60 × 72          | 1877 | W444 |        |
| Las vías en la salida de la estación Saint-Lazare                           | Museo de Arte Pola             | Hakone    | Japón          | Óleo sobre lienzo | 60 × 80          | 1877 | W445 |        |
| La estación Saint-Lazare, vista exterior                                    | Colección particular           |           |                | Óleo sobre lienzo | 60 × 80          | 1877 | W446 |        |
| La estación Saint-Lazare, vista extetrior                                   |                                |           |                | Óleo sobre lienzo | 64 × 81          | 1877 | W447 |        |
| La estación Saint-Lazare, las señales                                       | Niedersächsisches Landesmuseum | Hanóver   | Alemania       | Óleo sobre lienzo | 65 × 81          | 1877 | W448 |        |
| Calles de la estación de Saint-Lazare, vistas desde el túnel de Batignolles | Collection Wurth               | Roma      | Italia         | Óleo sobre lienzo | 38 × 46          | 1877 | W449 |        |